# آرتور پیکوک
آرتور پیکوک (انگلیسی: Arthur Peacocke; ۲۹ نوامبر ۱۹۲۴ – ۲۱ اکتبر ۲۰۰۶) بیوشیمی‌دان، نسل‌شناس، شیمی‌دان، متخصص الهیات، و استاد دانشگاه اهل بریتانیا بود.

## تحصیلات
او از دانش‌آموختگان دانشگاه بیرمنگام است.